# أغسطس جي. باين جونيور
أغسطس جي. باين جونيور (بالإنجليزية: Augustus G. Paine, Jr.) هو مصرفي أمريكي، ولد في 19 أكتوبر 1866 في نيويورك في الولايات المتحدة، وتوفي في 23 أكتوبر 1947.